# Usine Volvo de Halifax
L'usine Volvo de Halifax, située à Halifax, en Nouvelle-Écosse, a été inaugurée le 11 juin 1963 par le prince Bertil. Il s'agissait de la deuxième usine de montage que Volvo ouvrait à l'extérieur de la Suède et de la deuxième usine automobile non nationale en Amérique du Nord, après Rolls-Royce. Volvo a décidé d'ouvrir cette usine afin de contourner les droits de douane élevés imposés par l'Amérique du Nord sur les produits étrangers et de tirer parti du nouveau pacte de l'automobile entre le Canada et les États-Unis. L'usine était exploitée par Volvo Canada Limited (aujourd'hui Volvo Cars of Canada Corporation) à Toronto, en Ontario, et faisait le pont entre Volvo of North America (Rockleigh, New Jersey), le siège social de Volvo, et l'usine phare de Torslanda à Göteborg.

## Halifax-Dartmouth et les opérations de Bayer's Lake
La première itération de l'usine a été ouverte en juin 1963 à Dartmouth, en Nouvelle-Écosse. Les locaux étaient loués à Atlantic Sugar Refineries (maintenant Lantic Sugar).
L'usine de Halifax ne ressemblait à aucune autre usine d'assemblage que Volvo exploitait à l'époque. Cela était principalement dû au système d'équipe de marque de l'usine qui assemblait le véhicule entier à une station, qui a été largement utilisé plus tard à l'assemblage de Volvo Torslanda et ensuite à l'assemblage de Volvo Kalmar. En 1966, la production annuelle a atteint plus de 3 700 voitures. Les Volvo 122 S, 123 GT et 122 B18 ont d'abord été assemblées à Halifax, puis la Volvo PV544 a été introduite un an plus tard. Les modèles 123 GT construits à Halifax, comme la 122 S, ont été rebaptisés "Canadian GT". Les unités produites à l'usine étaient généralement dépourvues de feux auxiliaires et n'avaient qu'un seul rétroviseur latéral, mais étaient équipées d'un différentiel à glissement limité et de feux de détresse. Les Canadian GT construites à Halifax étaient disponibles dans des couleurs telles que le vert clair (91), le bleu clair (95) et le bleu foncé (96) et on les voit souvent avec les codes d'identification 5145 ou 5324. Pendant trois ans, l'usine a fonctionné à partir de cette installation portuaire (une ancienne usine de transformation du sucre) située dans l'Eastern Passage du port de Halifax.
Le 14 avril 1967, une usine de remplacement a été ouverte au quai 9 à Halifax. Le projet a été financé par la société d'État provinciale Industrial Estates Limited, qui a loué le site portuaire du National Harbours Board, fournissant à l'usine Volvo son propre espace de déchargement sur le quai. La nouvelle usine a permis de produire plus de 8 000 voitures par an. Les voitures étaient expédiées de Suède sous forme de CKD, puis assemblées à l'usine. La production moyenne de l'usine de Dartmouth était d'environ 15 voitures par jour. Dans la nouvelle usine, la production a augmenté à plus de 36 voitures par jour et, en 1974, la production de l'usine a augmenté à plus de 12 000 véhicules par an.
En 1986, Volvo Canada a annoncé qu'elle prévoyait de construire une nouvelle usine pour fabriquer la Volvo 740, qui, selon la compagnie, nécessitait plus d'espace d'assemblage que l'usine existante ne pouvait en fournir. La nouvelle usine de 13,5 millions de dollars canadiens, située dans le parc industriel de Bayers Lake, a commencé à fonctionner à la fin de 1987 et a atteint sa pleine production en avril 1988.
En 1993, l'usine de Halifax a célébré son 30e anniversaire. Pour marquer l'occasion, les 940 construites à l'usine ont été dotées d'une rondelle spéciale apposée sur la vitre de custode arrière.
Bien que l'usine ait connu un grand succès, le 9 septembre 1998, Volvo a décidé de fermer l'usine de Halifax et de supprimer ses 225 emplois, en invoquant la mondialisation et l'ALENA comme deux des raisons. La dernière Volvo a été construite au Canada le 18 décembre 1998. Le bâtiment de l'usine de Bayer's Lake, situé au 115 Chain Lake Drive, est toujours debout.

## Controverse syndicale et occupation
Peu après l'annonce de la fermeture, l'usine est devenue le centre d'un conflit entre Volvo et le Syndicat des travailleurs canadiens de l'automobile. Le 21 octobre 1998, trente employés ont bloqué l'usine après que Volvo ait refusé de payer ce que le syndicat considérait comme une indemnité de départ et des prestations de retraite adéquates aux employés de l'usine. Après plusieurs jours, Volvo a fait marche arrière et a accepté les spécifications de paiement du syndicat.

## L'héritage
La première Volvo produite dans l'usine, et aussi la première Volvo produite en dehors de l'Europe, est une Volvo 122 B18 noire de 1963 actuellement exposée en permanence au Nova Scotia Museum of Industry à Stellarton, en Nouvelle-Écosse[citation nécessaire].
En 1969, 26 carrosseries Volvo destinées à l'usine ont été jetées dans le bassin de Bedford après avoir subi de graves dégâts des eaux lors de leur transit à travers l'océan Atlantique sur un porte-conteneurs.
En 1980, deux Canadiens ont battu le record mondial Guinness du temps le plus rapide autour du monde dans une Volvo 245 DL construite à Halifax et surnommée Red Cloud. Ken Langley et Gary Sowerby ont réalisé cet exploit en seulement 74 jours, 1 heure et 11 minutes, battant le record précédent de plus d'un mois.
Peu avant la fermeture de l'usine, la populaire émission canadienne de comédie/satire This Hour Has 22 Minutes et sa correspondante Mary Walsh ont filmé une séquence entière à l'usine.
Le musée des sciences et de la technologie du Canada a rendu hommage à l'usine en mettant en vedette une Volvo 740 GLE de 1989 qui avait été produite à cette usine dans une exposition permanente intitulée « La quête de la voiture canadienne ».

## Modèles produits
- Volvo PV544
- Volvo 120
- Volvo 140
- Volvo 240
- Volvo 740
- Volvo 760
- Volvo 850
- Volvo 940
- Volvo S70 et Volvo V70
- Volvo S80 (1998)